# Энн Хейвуд
Энн Хейвуд (англ. Anne Heywood, урождённая Вайолет Претти (англ. Violet Pretty), род. 11 декабря 1932) — британская актриса. В 1950 году завоевали титул «Мисс Великобритания», а спустя год состоялся её актёрский дебют на большом экране. В начале 1950-х Хейвуд училась в Лондонской академии музыкального и драматического искусства. Первые крупные роли актриса исполнила в фильмах «Карфаген в огне» (1960), «Неотразимая красотка» (1960) и «Самый край» (1963). В 1967 году Хейвуд была номинирована на премию «Золотой глобус» за главную роль в драме «Лис», которая вызвала много споров из-за её лесбийской темы. В 1970-е годы у актрисы были роли в фильмах «Убийство по телефону» (1972), «Монахини из Сант-Арканджело» (1973) и «Удачи, мисс Вайкофф» (1979).
Актриса была замужем за Реймондом Стросом, который был продюсером большинства фильмов с её участием. После смерти мужа в 1988 году Хейвуд завершила свою актёрскую карьеру. В 1991 году она вышла замуж за Джорджа Данцига Драка, бывшего заместителя Генерального прокурора штата Нью-Йорк, с которым в настоящее время проживает в Беверли-Хиллз.